# Rue de la Martinière (Lyon)
Pour les articles homonymes, voir Rue de la Martinière.
La rue de la Martinière est une voie du quartier Saint-Vincent dans le 1er arrondissement de Lyon, en France.

## Situation et accès
La rue débute quai Saint-Vincent, au niveau de la rue Tavernier et proche de la fresque des Lyonnais, elle est ensuite traversée par la rue Hippolyte-Flandrin et se termine rue Terme en face de la rue Sainte-Catherine. La rue Pareille et les places Saint-Vincent et Gabriel-Rambaud commencent sur cette voie tandis que la rue Louis-Vitet s'y termine. 
Du quai Saint-Vincent à la place Rambaud, la circulation se fait dans le sens inverse de la numérotation avec un stationnement d'un seul côté puis à double sens avec un stationnement des deux côtés de la place Rambaud à la rue Vitet. 
Les lignes  C13 C18  passent par cette voie mais seulement entre la rue Terme et la place Robatel. Une station Vélo'vet un stationnement cyclable se trouvent près du quai Saint-Vincent ; deux autres stationnements pour vélos sont disponibles, un près de la place Saint-Vincent et un autre à l'angle de la rue rue Hippolyte-Flandrin.

## Origine du nom
Le nom de cette rue vient du lycée La Martinière qui a son adresse sur cette voie.

## Histoire
Après la Révolution, le cloître du couvent des Augustins est occupé par la gendarmerie qui y demeure jusqu'en 1826. La Ville de Lyon fait l'acquisition des bâtiments afin d'y transférer les élèves de l'école de la Martinière, provisoirement logés au palais Saint-Pierre. L'opération est entérinée par une ordonnance royale du 29 novembre 1830, mais les jardins sont mis à disposition de la Ville dès le 1er janvier 1827. 
La ville élabore alors un plan prévoyant l'ouverture d'une rue reliant la place Saint-Vincent et la rue des Bouchers (actuelle rue Hippolyte-Flandrin), dans les jardins du couvent.
Après des travaux menés de 1832 à 1834, l'école de la Martinière est officiellement inaugurée le 2 décembre 1833.
À la place des bâtiments prévus dans le plan de 1827, est relancé le projet, déjà envisagé en 1810, de construire dans le jardin un marché couvert. Élaboré en 1833 par René Dardel, un premier projet de halle unique, dans la partie sud de l'actuelle place Gabriel-Rambaud, est refusé. Un nouveau projet, prévoyant cette fois-ci deux halles de part et d'autre de la nouvelle rue, est accepté et les deux halles de la Martinière sont construites entre 1838 et 1840,.
En 1855, la rue de la Martinière absorbe la petite-rue des Auges,.
Dans le cadre des grands travaux du préfet Vaïsse dans les années 1850-1860, il est prévu de détruire les bâtiments au nord des halles et d'ouvrir deux nouvelles rue vers la rue Saint-Marcel (actuelle rue du Sergent-Blandan), l'une dans l'axe de la côte des Carmélites (actuelle rue Fernand-Rey), l'autre donnant sur la place Sathonay, mais ce projet n'est pas réalisé. Ce plan prévoit également l'élargissement de la rue de la Martinière à l'est.
Une opération immobilière, conçue entre 1896 et 1898, prévoit un important remaniement du quartier Saint-Vincent et l'ouverture de voies nouvelles à l'emplacement de l'ancien couvent des Grands Carmes. À l'est, la rue de la Martinière est prolongée dans la direction de la rue Sainte-Catherine, mais se finit en cul-de-sac avant d'arriver à la rue Terme. Au centre, la seconde halle de la Martinière est détruite en 1903 pour élargir la rue et former l'actuelle place Gabriel-Rambaud. À l'ouest, la rue est prolongée jusqu'au quai Saint-Vincent. 
Afin de permettre la construction de l'école de filles de la Martinière, la ville de Lyon achète le terrain à l'angle de la rue de la Martinière et de la nouvelle rue Louis-Vitet grâce à un legs de la veuve de Cuzieu, l'une des bienfaitrices de l'institution (1795-1884). L'école est construite entre 1906 et 1907. De l'autre côté de la rue Louis-Vitet, à l'emplacement de l'ancienne rue des Auges et de la partie de l'ancienne rue de la Martinière qui y débouchait, la salle Rameau est construite en 1908.
En 1950, les bâtiments jouxtant la Martinière des filles sont démolis afin d'agrandir l'école et la voie atteint la rue Terme. Mais les bâtiments au sud sont conservés et le débouché dans la rue Terme forme un goulet d'étranglement. En 1995, les immeubles de l’îlot entre la rue de la Paix et la rue de la Martinière sont détruits. La rue de la Martinière est élargie et la place de la Paix est formée en contrebas.

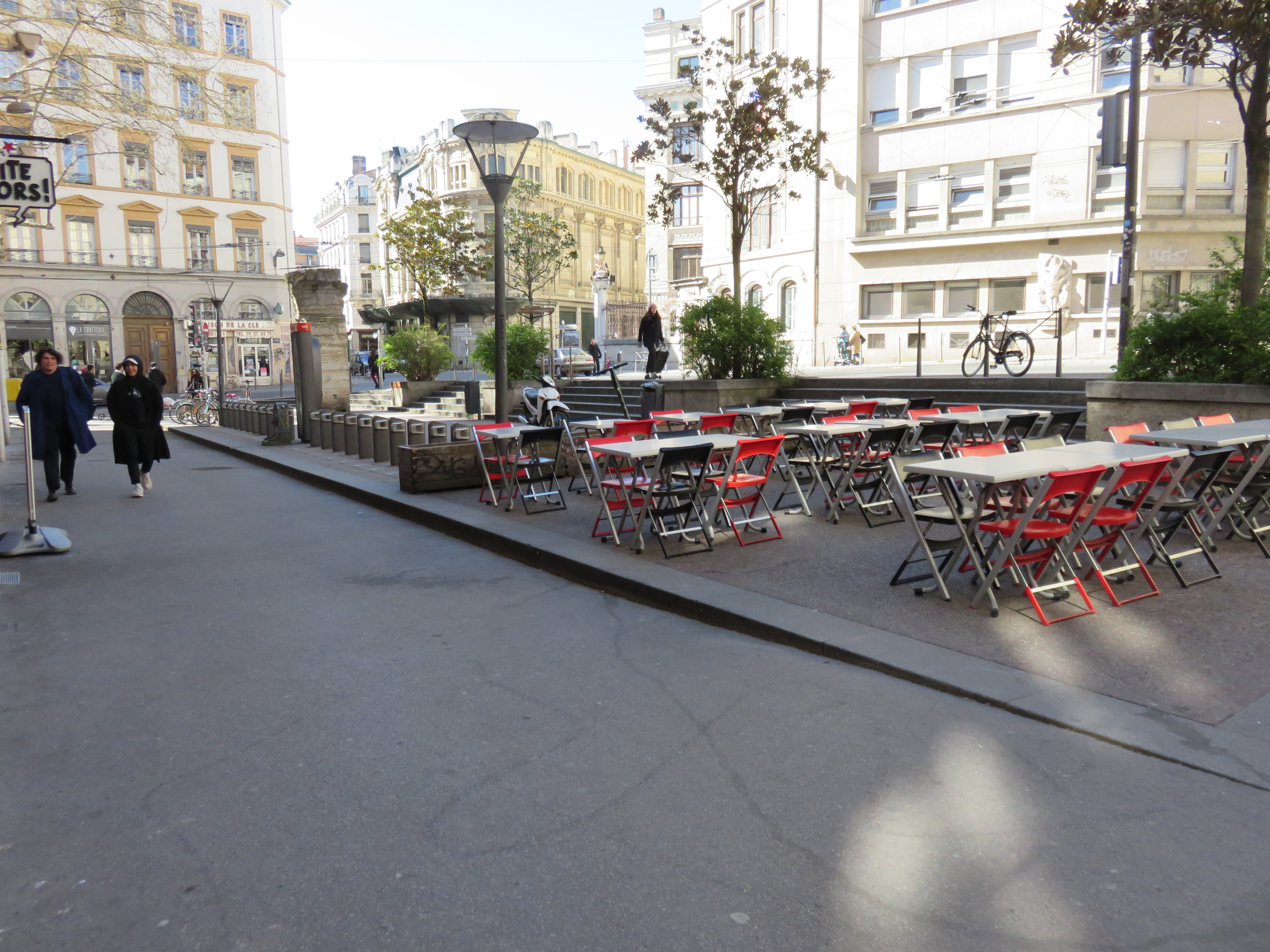
La place de la Paix et à l'arrière, la rue de la Martinière
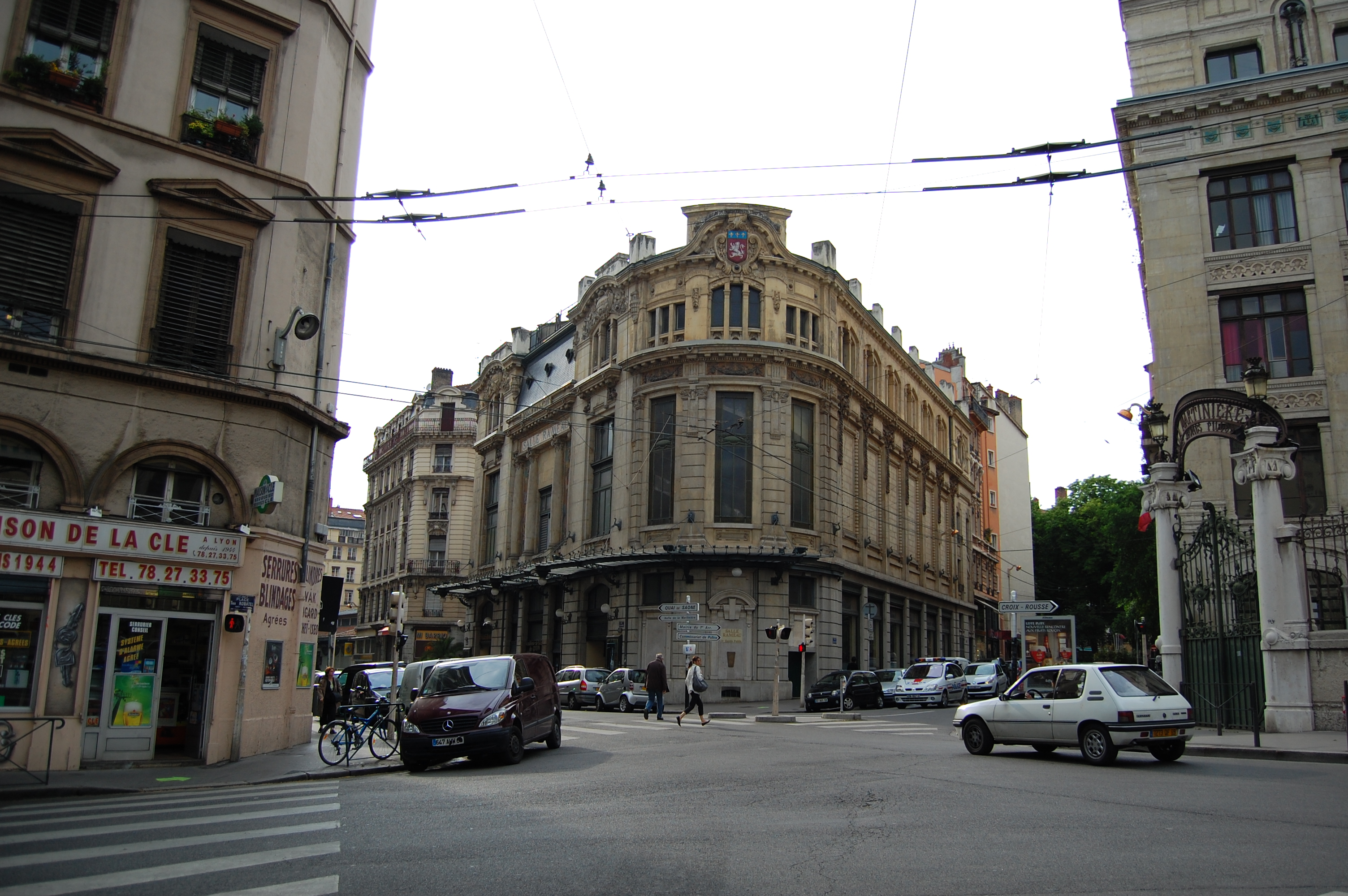
La salle Rameau et l'entrée de la Martinière Jeunes filles
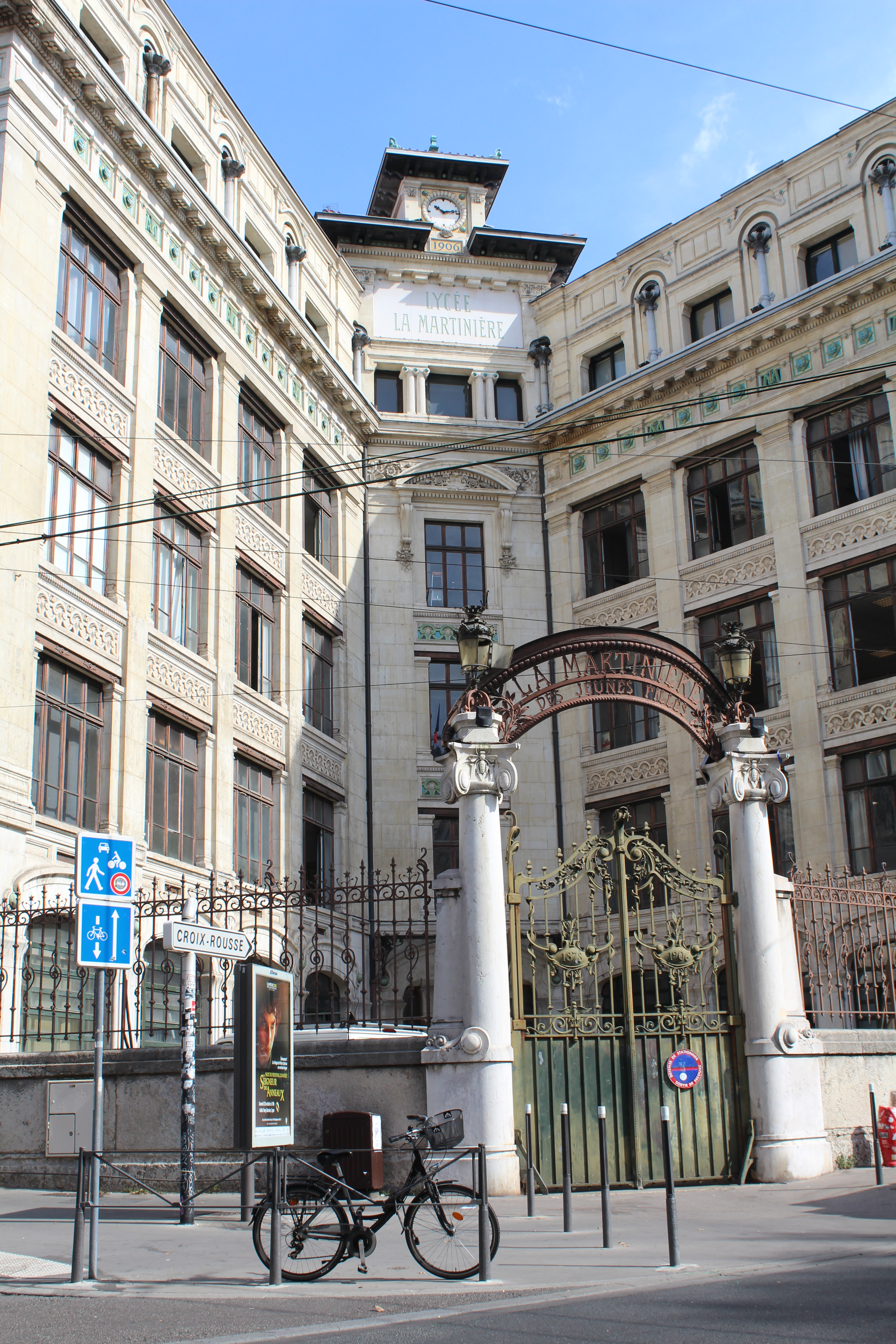
La Martinière Jeunes filles dit La Centrale